# Camponotus heathi
Camponotus heathi är en myrart som beskrevs av Mann 1916. Camponotus heathi ingår i släktet hästmyror, och familjen myror.

## Underarter
Arten delas in i följande underarter:
- C. h. gilvigaster
- C. h. heathi